# Toxicodendron calcicolum
Toxicodendron calcicolum este o specie pe cale de dispariție din genul Toxicodendron, familia Anacardiaceae. Specia este endemică din Yunnan, China.